# یادران شتلیک
یادران شتلیک (چکی: Jadran Šetlík؛ زادهٔ ۱۹ ژانویهٔ ۱۹۵۲) عکاس هنری اهل جمهوری چک است.
وی عکاسی را از سن ۱۵ سالگی در رم و با عکاسی از افراد مشهور آغاز کرد که به‌طور تصادفی با آنها آشنا شده بود. سپس از سن ۱۸ سالگی و به‌طور جدی به یادگیری و تحصیل در رشته عکاسی در شهر پراگ پرداخت. وی در زمینهٔ عکاسی هنری شهرت بین‌المللی دارد و تخصصش در حوزهٔ عکاسی چهره و پرتره است.

## نگارخانه

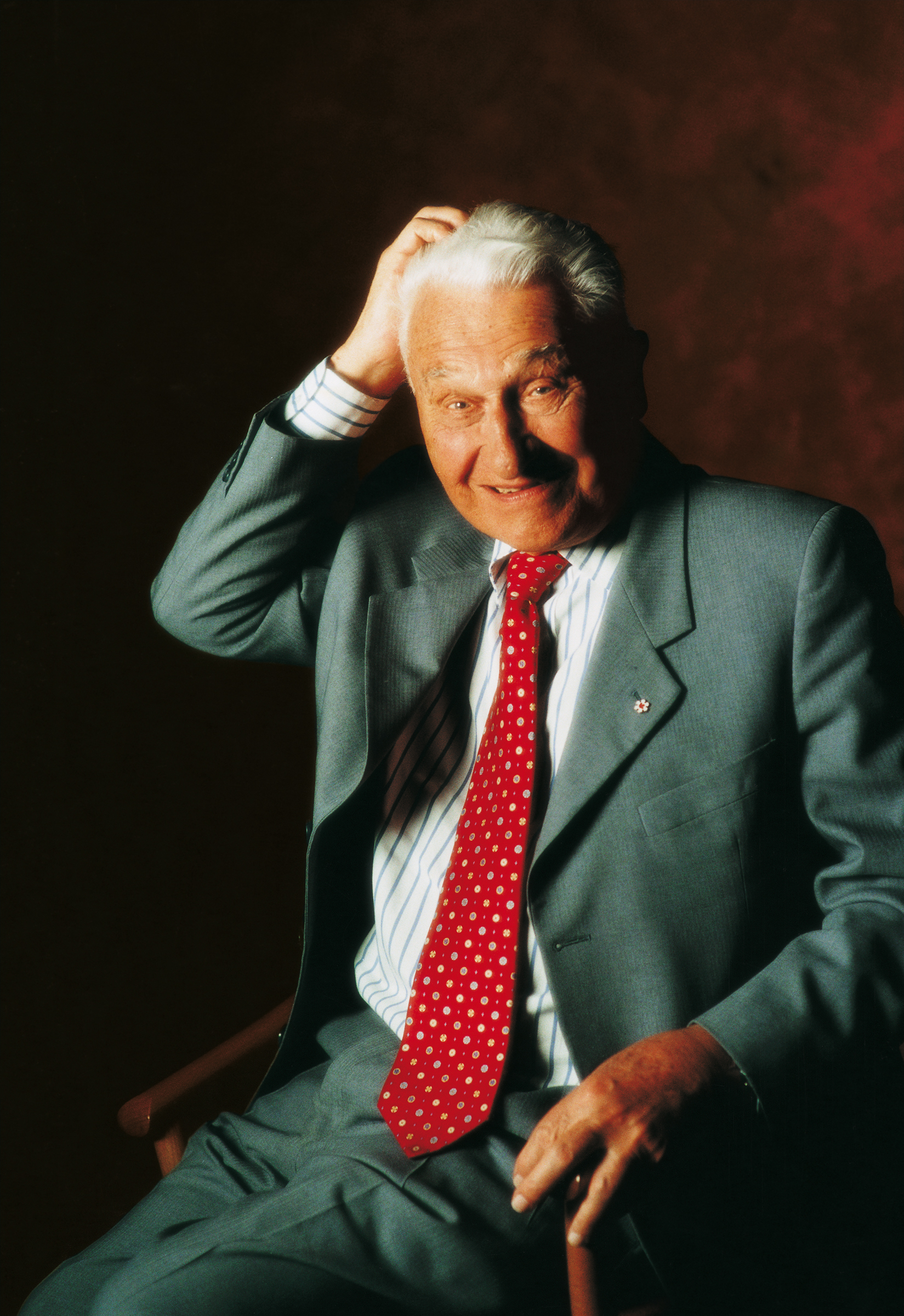
توماش باتا بنیان‌گذار کفش‌های باتا
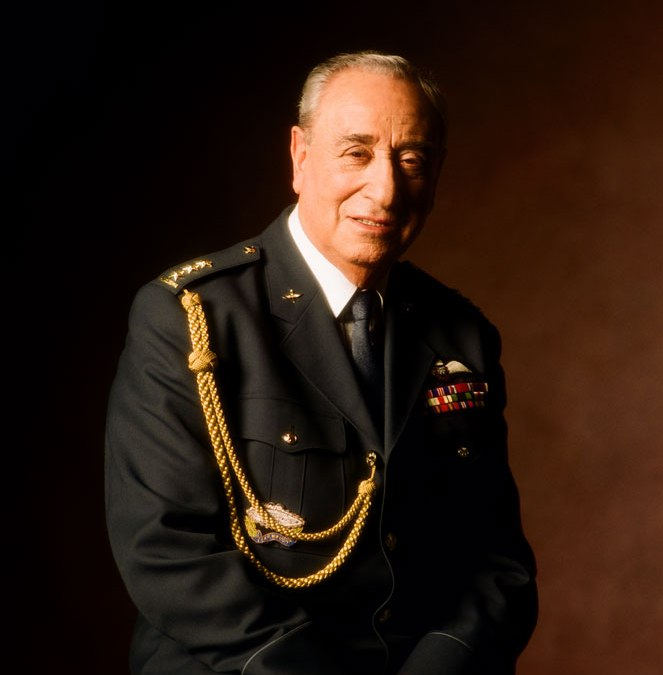
یان هورال، درجه‌دار سابق ارتش، هتل‌دار، کارآفرین و بشردوست
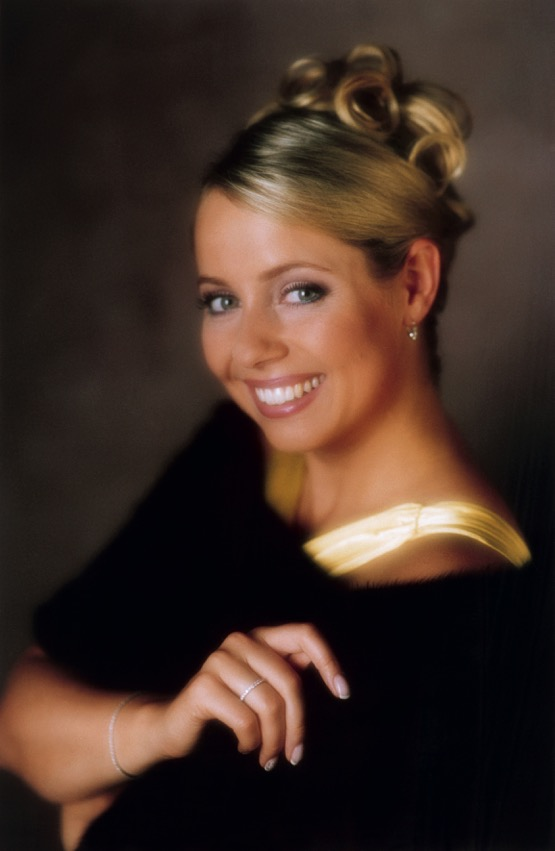
مارکتا فاساتی خواننده سوپرانو
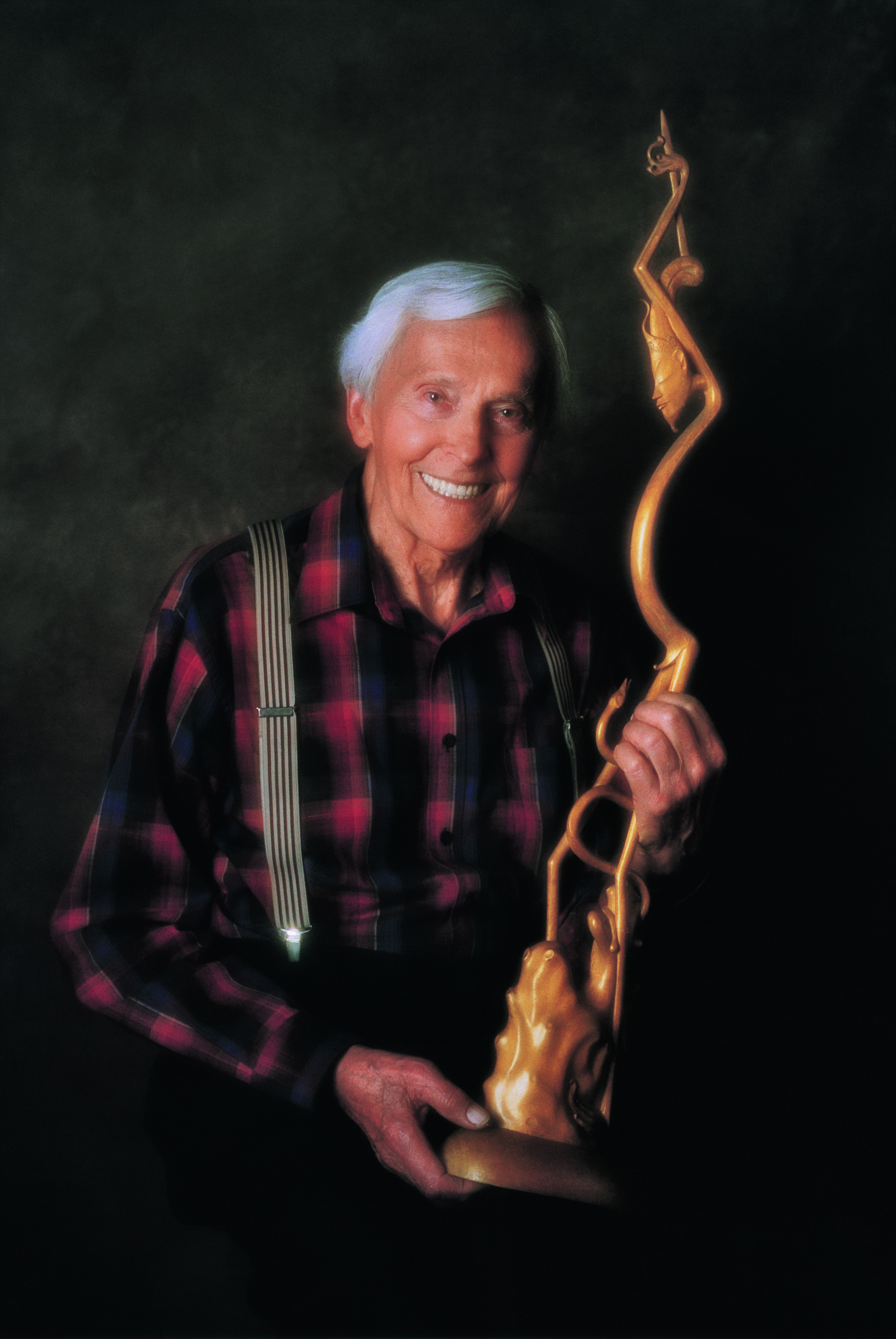
میروسلاو زیکموند، جهانگرد و نویسنده